# Søvik (Os)
Søvik er en by i Os kommune i Vestland fylke i Norge, beliggende ved Lysefjorden, ikke langt fra Nordvik som ligger delvis i Bergen kommune. Byen har 794 indbyggere (2012), og ligger ikke langt fra kulturmindet Lysøen hvor Ole Bulls villa er.